# Robert A. Lutz

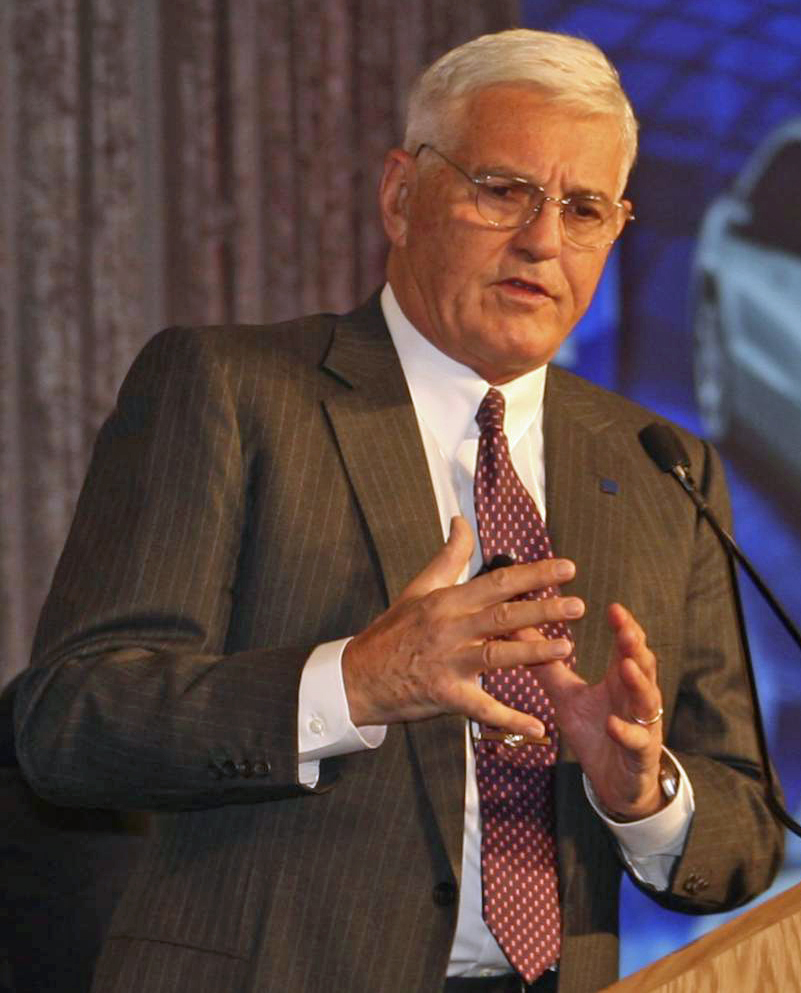
Robert A. Lutz em 2008

Robert "Bob" A. Lutz (Zurique, Suíça, 12 de fevereiro de 1932) é o executivo da General Motors responsável por desenvolvimento de produtos, já tendo trabalhado anteriormente na Chrysler Corporation, Ford Motor Company e BMW.
Lutz escrevia regularmente no blog Fastlane.